# Szabados Pál
Szabados Pál (Budapest, 1908. május 6. - Dunaharaszti, 1986. január 7.) férfiszabó-mester, a Demokrata Néppárt országgyűlési képviselője.

## Élete

### Ifjúkora és közszereplővé válása
A német nemzetiségű Schuldner Pál villanyszerelő mester és Brunner Terézia gyermeke. Öten voltak testvérek. Római katolikus vallásban nevelkedett.
A négy elemi elvégzése után csak két évig járt gimnáziumba, ugyanis egy közlekedési balesetben olyan súlyos sérülést szerzett, hogy tanulmányait befejezni nem tudta. Később a férfiszabó-mesterséget szerezte meg. Elhelyezkedett, de a gazdasági világválság miatt elvesztette munkahelyét. Egy idő múltán szőnyeggyárban kapott munkát, később szabóságot vezetett, majd a '30-as évek második felében egy tímármesterrel társulva önállósította magát.
Részt vett az iparos közéletben, a szakmai szervezetben az érdekképviselet mellett számos szabadidős programot is vállalt. A szónokképző tanfolyam elvégzésekor felfigyeltek képességeire az Egyházközségi Munkásosztályok szervezői. Bekapcsolódott a tömegmozgalomba, aminek köszönhetően megismerkedett a keresztényszocializmussal és a Quadragesimo anno pápai enciklika tanításával. 1939-ben az EMSZO valamint a Magyar Dolgozók Országos Hivatásszervezete központjába került, ahol a titkári pozíciót kapta. Csepelen KALOT és EMSZO-szakosztályt hozott létre, majd a visszacsatolt területeken végzett szervezőmunkát. A kereskedők és iparosok társadalmi egyesületének, a zsidóellenes Baross Szövetségnek is titkára lett.
A '40-es évek elején, éppen amikor egyre erősebbé vált a németbarát politika a nevének magyarosítása mellett döntött. Schuldner helyett ekkor vette föl a Szabados nevet. 1942-ben konfekcióüzemet nyitott, amit azonban a háború miatt hadiüzemmé alakítottak át. Ezzel a döntéssel dacolva üzemét búvóhelyként használta fel, ahol a rendszer üldözötteit bújtatta. Budapest ostroma után a vörös hadseregnek bőrkabátokat, majd később a lakosságnak ruházati termékeket készített.

### Politikai pályája
1945-ben Ries István, a Magyarországi Szociáldemokrata Párt politikusa, meghívta a pártjába. Ries felkérését elutasította, Varga László révén a Demokrata Néppárthoz csatlakozott inkább. Az 1947-es választási kampányban kapcsolódott bele a tényleges pártmunkába. Bár nem akart képviselő lenni, és a listán nem bejutó helyre került, mikor Echkardt Sándor többes mandátumáról lemondott, mégis bekerült az Országgyűlésbe. Az októberi tisztújító közgyűlésen a párt egyik alelnökének választották. Aktív képviselői munkát végzett. 1948 júniusában azonban összeférhetetlenségi bejelentést tettek ellene hivatásszervezeti és baross szövetségi tisztsége miatt. Júliusban meg is fosztották képviselői mandátumától. Barankovics István Szabados és a párt biztonságára való tekintettel a közélettől való teljes visszavonulást tanácsolta neki. Így a pártból is kilépett.

### A diktatúra idején
A közéletet ugyan elhagyta, de a megpróbáltatások nem értek véget. Népszínház utcai lakásának felét kiigényelték, és munkát sem kapott. 1951-ben a kitelepítések elől menekülve Szigetszentmártonba költözött, ahol csak nehézségek után kapott családjával letelepedési engedélyt. Iparengedélyét sem válthatta ki, így egy horgásztanyán dolgozott.
Az 1956-os forradalom idején nem kapcsolódott be a DNP szervezkedésébe, falujában a közrend fenntartásában segédkezett. A szabadságharc leverése után mégis beidézték a rendőrsége, és bár bizonyítani semmit nem tudtak, munkahelyét így is elvesztette. 1960-ban Dunaharasztiba költöztek. 1961-től kapott képzettségéhez illő munkát. 1973-ban a Pannónia Szőrmevállalattól vonult nyugdíjba.
Pártja újjáalakulását már nem élhette meg, a rendszerváltás előestéjén 1986-ban hunyt el.